# Anarrhotus
Anarrhotus Simon, 1902 è un genere di ragni appartenente alla famiglia Salticidae.

## Caratteristiche
Rappresenta uno dei tanti generi monospecifici del sud-est asiatico, scoperti all'incirca 100 anni fa e di cui si hanno poco più che disegni anatomici, da cui desumere la probabile sottofamiglia di appartenenza.
Di questo genere infatti si conosce un solo esemplare maschile, il cui pedipalpo è stato disegnato e descritto da Jerzy Prószynski nel 1984. Per Simon, il descrittore originale, sarebbe da avvicinare al genere Pancorius. Il maschio misurava 6 millimetri di bodylenght (lunghezza del corpo senza le zampe).

## Distribuzione
L'unica specie oggi nota di questo genere è un endemismo della Malaysia.

## Tassonomia
A dicembre 2010, si compone di una sola specie:
- Anarrhotus fossulatus Simon, 1902[3] — Malesia

### Specie trasferite
- Anarrhotus nishitakensis Strand, 1907; trasferita al genere Plexippoides Prószynski, 1984[2].